# Otto Julius Inkermann
Otto Julius Inkermann, Pseudonym C. O. Sternau (* 23. Januar 1823 in Delitzsch; † 1862), war ein deutscher Schriftsteller und Buchhändler.

## Leben, Werk und Rezeption
Inkermann wurde als Sohn des Steuereinnehmers Jacob Adolf Gottlieb Inkermann in Delitzsch geboren. Ende 1841 veröffentlichte er unter dem Pseudonym C. O. Sternau „seine Jugendlieder“ in der ersten Auflage seines Gedichtbands Knospen. Gedichte von C. O. Sternau. Gelobt von dem Dichter Christoph August Tiedge, der sie bereits als Manuskript gelesen hatte, erschienen sie im Verlag Emil Baensch in Magdeburg. 1842 ließ er, ebenfalls in Magdeburg, das Werk Mein Orient folgen. 1845 erschien bei R. Falckenberg sein Manuskript Die Geheimnisse von Magdeburg, eine „Lokal-Posse mit Gesang in zwei Akten“, die am 17. November 1844 in Magdeburg uraufgeführt worden war. Im April 1848 gab Inkermann im Verlag von Johann Georg Schmitz in Köln unter seinem Pseudonym das Buch Den Armen. Rheinisches Dichter-Album heraus. Es enthielt Beiträge von Ernst Moritz Arndt, Ayna, Niklas Becker, Roderich Benedix, Heinrich Dippel, Hermann Hersch, Alexander Kaufmann, Gottfried Kinkel, Wolfgang Müller, Gustav Pfarrius, Karl Simrock und Ernst Weyden. Er selbst steuerte seine Novelle Veilchen-Marie (S. 183) und eigene Gedichte bei, darunter eine Deutsche Nationalhymne 1848 (S. 151), das romantische Neue Rheinlied (S. 155), das im Jahr 1867 unter dem Titel Strömt herbei ihr Völkerscharen von Peter Johann Peters zu einem Volks- und Studentenlied vertont wurde, sowie das Gedicht Die Todten von Berlin (S. 178). Gewidmet war das Werk den „Nothleidenden in Schlesien“, deren Leid er durch die seinerzeitige „Fluth der neuesten Ereignisse“, welche er als „Umsturz aller bestehenden staatlichen und bürgerlichen Verhältnisse“ interpretierte, davon bedroht sah, „in den Hintergrund gedrängt“ zu werden. Ebenfalls 1848 erschien Inkermanns Neues Märchenbuch mit Illustrationen von Georg Osterwald in Köln.
Inkermanns Lyrik fand Eingang in das romantische Musikschaffen seiner Zeit: Im Frühling 1849 schuf der Komponist Joachim Raff in Stuttgart zu einer Dichtung Inkermanns Zwei italienische Lieder (op. 50). Das Werk für Alt oder Bariton in Begleitung des Pianoforte wurde 1852 veröffentlicht. 1850 erschien Inkermanns Verbindender Text zu Carl Maria von Webers Bühnenmusik Preciosa in einem Berliner Verlag. Jacques Offenbach vertonte in Köln 1848/49 einige seiner Texte. Zeilen des Liebesliedes Junge Liebe von Inkermann stellte Johannes Brahms 1853 dem Andante seiner Klaviersonate Nr. 3 als Motto voran. Außerdem verwandte er Zeilen aus Inkermanns nationalromantischem Gedicht An die Heimat in seinen Quartetten für vier Solostimmen mit Klavier (op. 64).